# Departamento Tehuelches
Das Departamento Tehuelches (spanisch) liegt im Westen der Provinz Chubut im Süden Argentiniens und ist eine der 15 Verwaltungseinheiten der Provinz. 
Es grenzt im Norden an das Departamento Languiñeo, im Osten an das Departamento Paso de Indios, im Süden an das Departamento Río Senguer und im Westen an Chile. 
Die Hauptstadt des Departamento Tehuelches ist José de San Martín.

## Bevölkerung

### Übersicht
Das Ergebnis der Volkszählung 2022 ist noch nicht bekannt. Bei der Volkszählung 2010 war das Geschlechterverhältnis mit 2.845 männlichen und 2.545 weiblichen Einwohnern eher unausgeglichen mit einem deutlichen Männerüberhang.
Nach Altersgruppen verteilte sich die Einwohnerschaft auf 1.444 (26,8 %) Personen im Alter von 0 bis 14 Jahren, 3.472 (64,4 %) Personen im Alter von 20 bis 64 Jahren und 474 (8,8 %) Personen von 65 Jahren und mehr.

### Bevölkerungsentwicklung
Das Gebiet ist nur dünn besiedelt und die Bevölkerung wächst nur langsam. Die Schätzungen des INDEC gehen von einer Bevölkerungszahl von 5.493 Einwohnern per 1. Juli 2022 aus.
| Jahr | 1947  | 1960  | 1970  | 1980  | 1991  | 2001  | 2010  | 2022    |
| Einwohner                                                                                                | 4.269 | 4.884 | 5.171 | 4.728 | 4.801 | 5.159 | 5.390 | k. Ang. |
| Bevölkerungsentwicklung des Departements seit 1947; Quelle: Ergebnisse der Volkszählungen in Argentinien |       |       |       |       |       |       |       |         |

## Städte und Gemeinden
Das Departamento Tehuelches ist in folgende Gemeinden – alle 2. Kategorie – aufgeteilt:
- Gobernador Costa
- José de San Martín
- Río Pico

Zudem existieren folgende Ortschaften:
- Alto Río Pico
- Las Pampas
- Putrachoique
- Laguna Blanca
- Arroyo Arenoso
- Aldea Shaman
- Lago Vintter
- Nueva Lubecka
- Río Frías